# Borcsa (település)
Borcsa (szerbül Борча / Borča) egykor önálló község, ma Belgrád külvárosa Szerbiában.

## Fekvése
A Duna bal partján, a Száva torkolatával szemben, a Bánságban, Belgrád központjától 8 km-re északra fekszik.

## Története
1891-ben 1253 szerb lakosa volt.
1910-ben  1537 lakosából 54 fő magyar, 24 fő német, 19 fő román, 34 fő horvát, 1391 fő szerb, 13 fő egyéb anyanyelvű volt. Ebből 165 fő római katolikus, 1 fő görögkatolikus, 4 fő református, 13 fő ág. hitv. evangélikus, 1350 fő görögkeleti ortodox, 2 fő izraelita vallású volt. A lakosok közül 667 fő tudott írni és olvasni, 163 lakos tudott magyarul.
A trianoni békeszerződésig Torontál vármegye Pancsovai járásához tartozott. 
1918. november 9-én a szerb hadsereg bevonult a faluba, s így Jugoszlávia része lett. 1935-ben épült meg a Dunán az I. Péter szerb királyról elnevezett vasúti híd. 1941-ben csatolták először Belgrádhoz. 1941–1944 között a Bánság jugoszláv részeként német megszállás alá került. 1952–1955 között ismét önálló volt. 1955-ben Krnjača község része lett, amely 1965-ben egyesült Palilula községgel. A város terjeszkedés miatt egy nagy lakótelepet építettek ide.

## Helyi közösségek

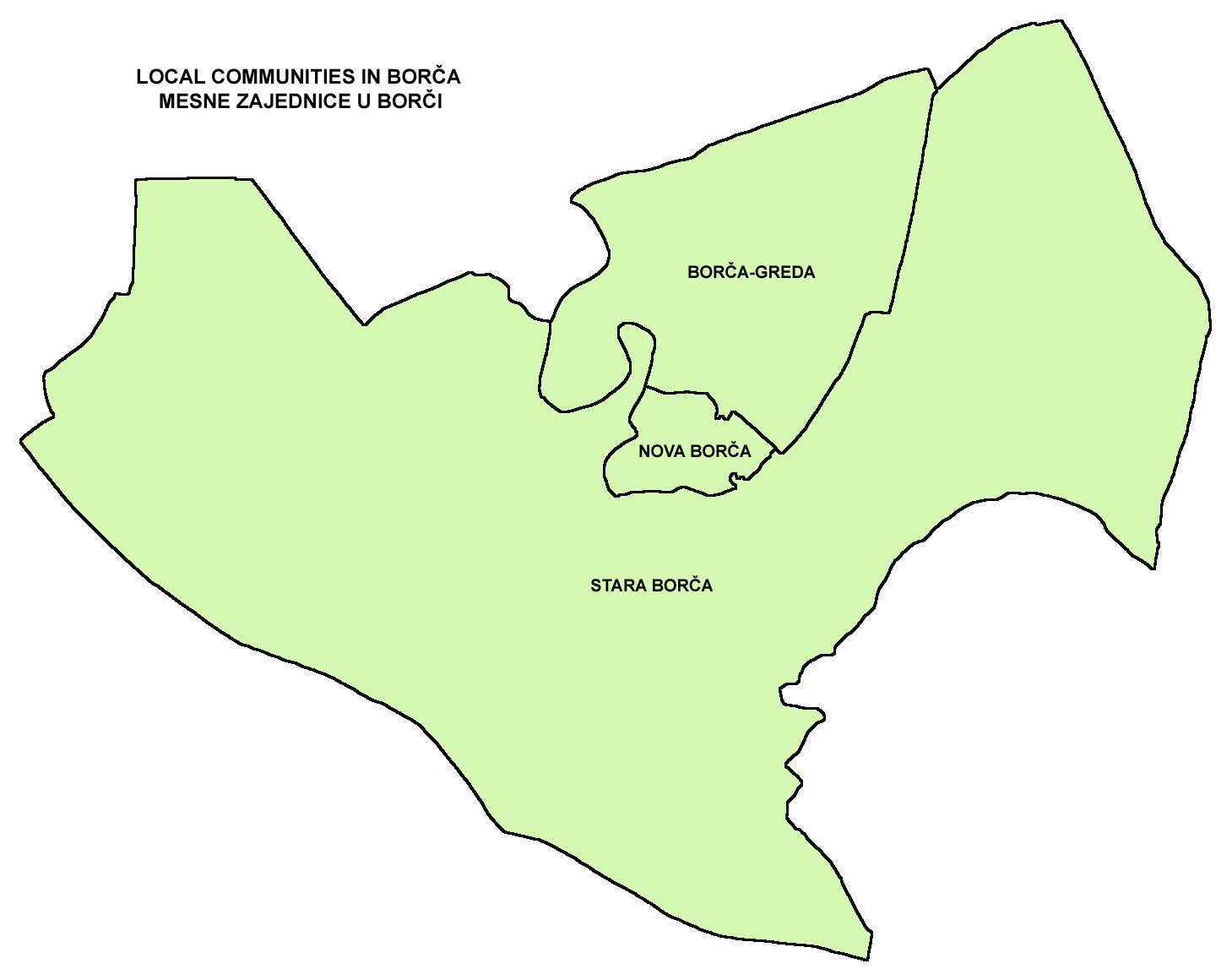
Borcsa helyi közösségei

- Borča-Greda
- Nova Borča
- Stara Borča

## Sport
Labdarúgócsapata az FK BSK Borča.